# جوزيف تي. فيرغسون
جوزيف تي. فيرغسون هو سياسي أمريكي، ولد في 12 مايو 1892، وتوفي في أكتوبر 1979. نشط حزبياً في الحزب الديمقراطي. وقد انتخب أمين صندوق الدولة ‏.